# Српска лига у фудбалу 1939/40.
Године 1939. одлуком Врховни ногометни савез Југолавије дошло је до промене система такмичења. Основане су Српска лига и Хрватско-Словеначка лига. Три најбоље екипе из обе лиге играло би завршницу државног првенства. Српску лигу играли су клубови из Београда, Дунавске бановине, Моравске бановине, Дринске бановине, Врбаске бановине, Вардарске бановине и Зетске бановине. 
Српску лигу чинило је десет клубова, а првенство се играло по двокружном лига систему. Наслов победника освојио је БСК.
 На Првенство Југославије осим БСК-а, квалификовали су се СК Југославија и Славија Сарајево, док је СК Земун испао у нижи ранг такмичења.

## Табела
| Поз. | Клуб                 | Бр. утакмица | Победа | Нерешено | Пораз | П+ | П- | П+/- | Бодови |
| ---- | -------------------- | ------------ | ------ | -------- | ----- | -- | -- | ---- | ------ |
| 1    | БСК Београд          | 18           | 15     | 1        | 2     | 82 | 17 | +65  | 31     |
| 2    | СК Југославија       | 18           | 9      | 6        | 3     | 52 | 18 | +34  | 24     |
| 3    | Славија Сарајево     | 18           | 10     | 3        | 5     | 47 | 28 | +19  | 23     |
| 4    | Војводина            | 18           | 8      | 5        | 5     | 35 | 34 | +1   | 21     |
| 5    | Грађански Скопље     | 18           | 10     | 1        | 7     | 33 | 34 | -1   | 21     |
| 6    | Бата Борово          | 18           | 7      | 4        | 7     | 31 | 40 | -9   | 18     |
| 7    | СК Јединство Београд | 18           | 7      | 2        | 9     | 31 | 40 | -9   | 16     |
| 8    | ЖАК Суботица         | 18           | 5      | 1        | 12    | 20 | 61 | -41  | 11     |
| 9    | БАСК                 | 18           | 2      | 6        | 10    | 19 | 35 | -16  | 10     |
| 10   | СК Земун             | 18           | 1      | 3        | 14    | 17 | 63 | -47  | 5      |

## Извор
- Милорад Сијић, Фудбал у Краљевини Југославији, стр. 121.